# Mesonoterus addendus
Mesonoterus addendus là một loài bọ cánh cứng trong họ Noteridae. Loài này được Blatchley miêu tả khoa học đầu tiên năm 1920.